# Aleksander Ksawery Winnicki
Aleksander Ksawery Winnicki (ur. 22 lutego 1929 w Ignackowie, zm. 15 sierpnia 2016 w Szczecinie) – polski profesor nauk rolniczych (rybactwo) w zakresie embriofizjologii i fizjologii ryb, nauczyciel akademicki

## Życiorys
W 1963 obronił pracę doktorską, a w 1968 otrzymał stopień doktora habilitowanego. 15 marca 1976 uzyskał tytuł profesora nauk rolniczych. W latach 1966-1999 był kierownikiem Katedry Anatomii i Embriologii Ryb Wydziału Nauk o Żywności i Rybactwa Akademii Rolniczej w Szczecinie. W latach 1969-1972 pełnił funkcję prodziekana Wydziału Nauk o Żywności i Rybactwa, a następnie dziekana tego wydziału przez 5 kadencji w latach 1972-1975, 1975-1978, 1978-1981, 1984-1987, 1987-1990.
Był członkiem rady Ogólnopolskiego Towarzystwa Ochrony Ptaków.

## Odznaczenia i wyróżnienia
- Medal im. Profesora Kazimierza Demela (1999)[2][3][4]
- Krzyż Kawalerski Orderu Odrodzenia Polski[2]
- Krzyż Komandorski Orderu Odrodzenia Polski[2]
- Złoty Krzyż Zasługi[2]
- Medal im. Tadeusza Boya-Żeleńskiego[2] 1874-1941  za wybitne zasługi dla ruchu laickiego